# COOL-Prozess
Der COOL-Prozess (CO2-Laugung) ist ein innovatives, an der TU Bergakademie Freiberg entwickeltes und patentiertes Verfahren, das die selektive Rückgewinnung von Lithium aus primären und sekundären Rohstoffen unter Nutzung von superkritischem CO2 ermöglicht. Die verbleibenden Rückstände werden zur Herstellung von Geopolymeren oder zur Gewinnung von Wertmetallen durch etablierte hydrometallurgische Prozesse genutzt. Das enthaltene Lithium wird in Form von Lithiumcarbonat ausgefällt. Aufgrund der hohen Selektivität des Verfahrens hat das Rohprodukt bereits Batteriequalität (> 99,5 %) und kann somit zur Herstellung neuer Lithium-Ionen-Akkus verwendet werden. Auf diese Weise werden Stoffkreisläufe geschlossen.

## Rohstoffe

### Primäre Rohstoffe
Als primäre Rohstoffe werden hier lithiumhaltige Erze bezeichnet. Die folgende Tabelle zeigt eine Übersicht der relevanten Lithiumerze, wobei die mit * markierten diejenige sind, die hauptsächlich für die Entwicklung des COOL-Verfahrens genutzt wurden.
| Erz         | Zusammensetzung              | Li2O-Gehalt in m% |
| ----------- | ---------------------------- | ----------------- |
| Amblygonit  | LiAl(PO4)(F,OH)              | 10,0 bis 11,0     |
| Spodumen*   | LiAlSi2O6                    | 8,0               |
| Jadarit     | LiNaSiB3O7(OH)               | 6,8               |
| Petalit*    | LiAlSi4O10                   | 4,9               |
| Lepidolith* | K(Li,Al)3(Si,Al)4O10(F,OH)2  | 3,5 bis 5,5       |
| Zinnwaldit* | K(Li,Fe,Al)(AlSi3)O10(F,OH)2 | 2,0 bis 4,0       |
| Hectorit    | Na0,3(Mg,Li)3Si4O10(F,OH)2   | 1,0 bis 1,3       |

### Sekundäre Rohstoffe
Zu den sekundären Rohstoffen zählt lithiumhaltiges Elektrolytmaterial aus Lithium-Ionen-Akkus. Dieses Elektrolytmaterial beschreibt die lithiumreiche Fraktion der Elektrodenbeschichtung. Es enthält reines oder chemisch gebundenes Lithium. Die lithiumhaltige, nichtmagnetische Fraktion der Schicht- und Elektrolytmaterialien wird auch als Schwarzmasse, Kathodenbeschichtung oder Staubprodukt bezeichnet. Hierbei sind Nebenkomponenten wie Kobalt und Kohlenstoff nicht ausgeschlossen.

## Prozess

### Vorbereitung

#### Erze
Um die Lithiumkonzentration zu erhöhen, müssen die abgebauten Erze von ihren für diesen Prozess wertlosen Bestandteilen getrennt werden. Hierfür wird typischerweise Flotation bzw. magnetischen Separation. In der Regel wird das gewonnene Konzentrat anschließend kalziniert und mit Schwefelsäure aufgeschlossen. Alternativ zum Säureaufschluss kann auch ein pyrometallurgischer Prozess mit Kalkstein genutzt werden. Werden fluorhaltige Erze genutzt, ist zusätzlich ein Defluorierungsschritt bei Temperaturen über 900 °C notwendig, um Sicherheitsaspekte zu gewahren und Ausbeutenverluste durch die Bildung von LiF zu verhindern.

#### Elektrolytmaterial
Das Elektrolytmaterial muss vor der Verwendung feinkörnig zerkleinert werden. Hierfür wird bei Lithium-Gerätebatterien, wie im Handy, das ACCUREC-Verfahren angewandt; bei Lithium-Transaktionsbatterien, wie im Auto, wird das LITHOREC-Verfahren genutzt. Zudem wird über die Ermittlung einer Restladung die Gefährdung aller Akkus beurteilt und die Akkus werden dementsprechend in drei Klassen eingeteilt, wobei Akkus mit mehr als 70 % der ursprünglichen Ladung direkt der Wiederverwendung zugeführt werden.

### CO2-Laugung
Das vorbereitete Material wird nun mit Wasser zu einer wässrigen Suspension. Hierbei wird selektiv nur das reine oder chemisch-gebundene Lithium aufgeschlossen. Das Massenverhältnis von Feststoff zu Wasser beträgt 1:1 bis 1:100, bevorzugt 1:2 bis 1:30. Die Suspension wird anschließend in einen Druckbehälter mit Rührer gefüllt, wobei beide aus Edelstahl bestehen sollten. Unter Rühren wird nun die Suspension bei Raumtemperatur mit CO2 bei 50 bis 250 bar, bevorzugt 100 bis 150 bar, versetzt und anschließend auf 20 bis 400 °C, bevorzugt 200 bis 300 °C, erhitzt. Dabei wird Lithiumcarbonat (Li2CO3) gebildet. Die Umsetzung ist in der Regel nach 4 h, spätestens jedoch nach 24 h, abgeschlossen. Nach Beendigung der Reaktion wird die Wärmezufuhr abgestellt und die Innentemperatur auf 10 bis 40 °C, bevorzugt 20 bis 30 °C, eingestellt. Dabei wird Lithiumhydrogencarbonat (LiHCO3) gebildet. Nicht umgesetztes CO2 wird abgelassen und für Folgeprozesse verwendet.

### Aufbereitung
Nach dem Aufschluss folgt eine Fest-Flüssig-Trennung zur Abtrennung des Laugungsrückstands mittels Filtration, Sedimentation oder Zentrifugation. Danach erfolgt eine Konzentrierung der Lösung in einer Mehrkammerelektrodialysezelle mit Kationenaustauschermembran für einwertige Ionen. Bei Temperaturen über 50 °C erfolgt unter CO2-Freisetzung die Umsetzung von LiHCO3 zum Carbonat Li2CO3. Die erneute Erwärmung auf 60 bis 100 °C, bevorzugt 80 bis 90 °C, führt dazu, dass Carbonate von Natrium, Kalium, Rubidium und Cäsium im Wasser löslich werden und in der Flüssigphase abgetrennt werden können, wohingegen die Löslichkeit des Lithiumcarbonats sinkt. Das gefällte Carbonat weist Reinheiten von über 98 % auf und kann so direkt weiterverwendet werden.

## Beurteilung

### Vergleich mit bestehenden Verfahren

#### Pyrometallurgie
Pyrometallurgischen Recyclingprozessen ziehen hohe Energie- und Anlagenkosten mit sich. Zudem können potenziell gesundheitsschädliche Gase entstehen. Außerdem ist die selektive Rückgewinnung von Lithium sehr komplex und das Recycling von verbautem Plastik und Elektrolyten nicht möglich. Aufgrund der Verordnung 2006/66/EC müssen mindestens 50 Masseprozent des Akkus recycelt werden, was mit diesen Verfahren nicht möglich ist.

#### Hydrometallurgie
Beim Recycling schneiden die hydrometallurgischen Prozesse deutlich besser ab, da hierüber nicht nur Lithium, sondern gleichermaßen Cobalt und Nickel mit hoher Reinheit wiedergewonnen werden können. Um die Recyclingeffektivität zu erreichen, werden Auslaugungen mit anorganischen und organischen Säuren vorgenommen sowie folgende Fällung oder Lösungsmittelextraktion. Hierbei entstehen allerdings giftige Abwässer, deren Aufreinigung diesen Prozess unwirtschaftlich werden lassen kann.

### Nutzung von superkritischem CO2
Superkritische Fluide können bei Metallextraktionen ähnlich wie klassische Lösungsmittel eingesetzt werden. Die höheren Investitionskosten für eine Anlage sind aufgrund der geringen Unterhaltungskosten nach bereits zwei Jahren wieder ausgeglichen. Diese geringeren Kosten werden durch die geringen Mengen an Chemikalien und einer vereinfachten Abwasseraufbereitung erreicht.
Für die genutzten Lithiumerze wandelt es zudem selektiv Alkalimetallsilikate in Carbonate um, wodurch weder zusätzliche Carbonate benötigt, noch nicht-wirtschaftlichen Sulfate produziert werden. Bei der Nutzung eisenhaltiger Erze ist in den anderen Verfahren zu beachten, dass die Eisen(III)-Ionen mit Aluminiumionen und Anionen wie Hydrogensulfat oder Hydroxid leicht ausfallende Schlämme erzeugen, welche Lithium cofällen. Diese Ausbeuteverluste werden durch superkritisches CO2 umgangen.

### Ausbeute
In Abhängigkeit der Reaktionsparameter werden Lithium-Ausbeuten von 70 bis 100 %, jedoch meist über 90 % erreicht. Cobalt wird zu weniger als 1 % aufgeschlossen. Zudem sei nicht unerwähnt, dass sowohl primäre als auch sekundäre Rohstoffe nach der Vorbereitung gemeinsam verarbeitet werden können, was für die Zukunft eine große Relevanz besitzt.